# 若埃尔·科特克
若埃尔·科特克（法語：Joël Kotek，1958年5月14日—）是一名比利時歷史學家和政治學家，出生於根特，祖先是來自奧匈帝國的波蘭語人口。
1980年從布魯塞爾自由大學取得現代史學位，1992年再以《青年和学生之间的和平与战争：冷战时期的国际青年和学生组织，1935年-1967年：对冷战研究的贡献》（Paix et guerre parmi les jeunes et les étudiants : les organisations internationales de jeunesse et d'étudiants dans la Guerre froide, 1935-1967 : contribution à l'étude de la Guerre froide）從巴黎政治學院取得博士學位。專門研究反猶主義、民族主義和反共主義。